# Grand Prix San Marina 1982
Grand Prix San Marina 1982 (oficiálně 2º Gran Premio di San Marino) se jela na okruhu Autodromo Enzo e Dino Ferrari v Imole v Itálii dne 25. dubna 1982. Závod byl čtvrtým v pořadí v sezóně 1982 šampionátu Formule 1.

## Kvalifikace
| Poř. | No. | Jezdec             | Konstruktér  | Čas      | Ztráta  |
| ---- | --- | ------------------ | ------------ | -------- | ------- |
| 1    | 16  | René Arnoux        | Renault      | 1:29.765 | —       |
| 2    | 15  | Alain Prost        | Renault      | 1:30.249 | + 0.484 |
| 3    | 27  | Gilles Villeneuve  | Ferrari      | 1:30.717 | + 0.952 |
| 4    | 28  | Didier Pironi      | Ferrari      | 1:32.020 | + 2.255 |
| 5    | 3   | Michele Alboreto   | Tyrrell-Ford | 1:33.209 | + 3.444 |
| 6    | 23  | Bruno Giacomelli   | Alfa Romeo   | 1:33.230 | + 3.465 |
| 7    | 22  | Andrea de Cesaris  | Alfa Romeo   | 1:33.397 | + 3.632 |
| 8    | 35  | Derek Warwick      | Toleman-Hart | 1:33.503 | + 3.738 |
| 9    | 31  | Jean-Pierre Jarier | Osella-Ford  | 1:34.336 | + 4.571 |
| 10   | 36  | Teo Fabi           | Toleman-Hart | 1:34.647 | + 4.882 |
| 11   | 4   | Brian Henton       | Tyrrell-Ford | 1:35.262 | + 5.497 |
| 12   | 9   | Manfred Winkelhock | ATS-Ford     | 1:35.790 | + 6.025 |
| 13   | 32  | Riccardo Paletti   | Osella-Ford  | 1:36.228 | + 6.463 |
| 14   | 10  | Eliseo Salazar     | ATS-Ford     | 1:36.434 | + 6.669 |

## Závod
| Poř.   | No. | Jezdec             | Konstruktér  | Počet kol | Čas/Odstoupení | Pořadí na startu | Body |
| ------ | --- | ------------------ | ------------ | --------- | -------------- | ---------------- | ---- |
| 1      | 28  | Didier Pironi      | Ferrari      | 60        | 1:36:38.887    | 4                | 9    |
| 2      | 27  | Gilles Villeneuve  | Ferrari      | 60        | + 0.366        | 3                | 6    |
| 3      | 3   | Michele Alboreto   | Tyrrell-Ford | 60        | + 1:07.684     | 5                | 4    |
| 4      | 31  | Jean-Pierre Jarier | Osella-Ford  | 59        | + 1 kolo       | 9                | 3    |
| 5      | 10  | Eliseo Salazar     | ATS-Ford     | 57        | + 3 kola       | 14               | 2    |
| DSQ    | 9   | Manfred Winkelhock | ATS-Ford     | 54        | Podváha        | 12               |      |
| NC     | 36  | Teo Fabi           | Toleman-Hart | 52        | + 8 kol        | 10               |      |
| Ret    | 16  | René Arnoux        | Renault      | 44        | Turbo          | 1                |      |
| Ret    | 23  | Bruno Giacomelli   | Alfa Romeo   | 24        | Motor          | 6                |      |
| Ret    | 32  | Riccardo Paletti   | Osella-Ford  | 7         | Zavěšení       | 13               |      |
| Ret    | 15  | Alain Prost        | Renault      | 6         | Motor          | 2                |      |
| Ret    | 22  | Andrea de Cesaris  | Alfa Romeo   | 4         | Elektronika    | 7                |      |
| Ret    | 4   | Brian Henton       | Tyrrell-Ford | 0         | Řazení         | 11               |      |
| Ret    | 35  | Derek Warwick      | Toleman-Hart | 0         | Elektronika    | 8                |      |
| Zdroj: |     |                    |              |           |                |                  |      |

## Průběžné pořadí po závodě
Pohár jezdců
| Pořadí | Jezdec           | Body |
| ------ | ---------------- | ---- |
| 1      | Alain Prost      | 18   |
| 2      | Niki Lauda       | 12   |
| 3      | Didier Pironi    | 10   |
| 4      | Michele Alboreto | 10   |
| 5      | Keke Rosberg     | 8    |
| Zdroj: |                  |      |

Pohár konstruktérů
| Pořadí | Konstruktér   | Body |
| ------ | ------------- | ---- |
| 1      | Renault       | 22   |
| 2      | McLaren-Ford  | 20   |
| 3      | Ferrari       | 16   |
| 4      | Williams-Ford | 14   |
| 5      | Tyrrell-Ford  | 10   |
| Zdroj: |               |      |